# Terminator: Dark Fate
Terminator: Dark Fate is een Amerikaanse sciencefictionfilm uit 2019, geregisseerd door Tim Miller. Het is de zesde film uit de Terminator-franchise en het vervolg qua verhaallijn op Terminator 2: Judgement Day, met terugkeerde rollen voor Linda Hamilton Als Sarah Connor en Arnold Schwarzenegger als de Terminator (T-800).

## Verhaal
Wanneer Sarah Connor in Terminator 2: Judgment Day  de  terminator T-1000 heeft verslagen, lijkt Skynet voorgoed verdwenen. Toch komt er drie jaar later een nieuwe terminator T-800 uit de toekomst die John Connor (nog steeds een tiener) vermoordt wanneer Sarah even niet oplet. Tweeëntwintig jaar later komen uit de toekomst een hybride cyborg met de naam Grace en een nieuwe gemodificeerde terminator (Rev-9) in Mexico-Stad met als doel de jonge vrouw Dani. Grace wil haar beschermen, terwijl de Rev-9 er alles aan doet om haar vermoorden. Dit lijkt bijna te lukken, maar dan komt Sarah Connor in beeld die als doel heeft alle terminators uit de toekomst uit te schakelen.  Sarah zal echter samen met Grace en Dani naar haar anonieme bron moeten gaan (die berichten verstuurt als er een nieuwe terminator uit de toekomst komt) om de Rev-9 voorgoed uit te schakelen.

## Rolverdeling
| Acteur                | Personage                           |
| --------------------- | ----------------------------------- |
| Linda Hamilton        | Sarah Connor                        |
| Arnold Schwarzenegger | Terminator T-800 "Model 101" / Carl |
| Mackenzie Davis       | Grace                               |
| Natalia Reyes         | Daniella "Dani" Ramos               |
| Gabriel Luna          | Terminator Rev-9 / Gabriel          |
| Diego Boneta          | Diego Ramos                         |
| Enrique Arce          | Mr. Ramos                           |
| Alicia Borrachero     | Alicia                              |
| Manuel Pacific        | Mateo                               |
| Edward Furlong        | John Connor (als CGI)               |

## Muziek
Op 22 maart 2019 werd aangekondigd dat Tom Holkenborg beter bekend als Junkie XL de filmmuziek zal componeren. Hiermee werd Holkenborg herenigd met regisseur Tim Miller die eerder samenwerkte aan de film Deadpool uit 2016.

## Ontvangst
De film werd gemengd ontvangen. Op Rotten Tomatoes ontving het 71% goede reviews, gebaseerd op 297 beoordelingen, met een gemiddelde beoordeling van 6,2. Op Metacritic werd de film beoordeeld met een metascore van 54/100, gebaseerd op 50 critici. Financieel was de film geen succes: het nettoverlies was naar schatting $ 122,6 miljoen..